# Paul Matte

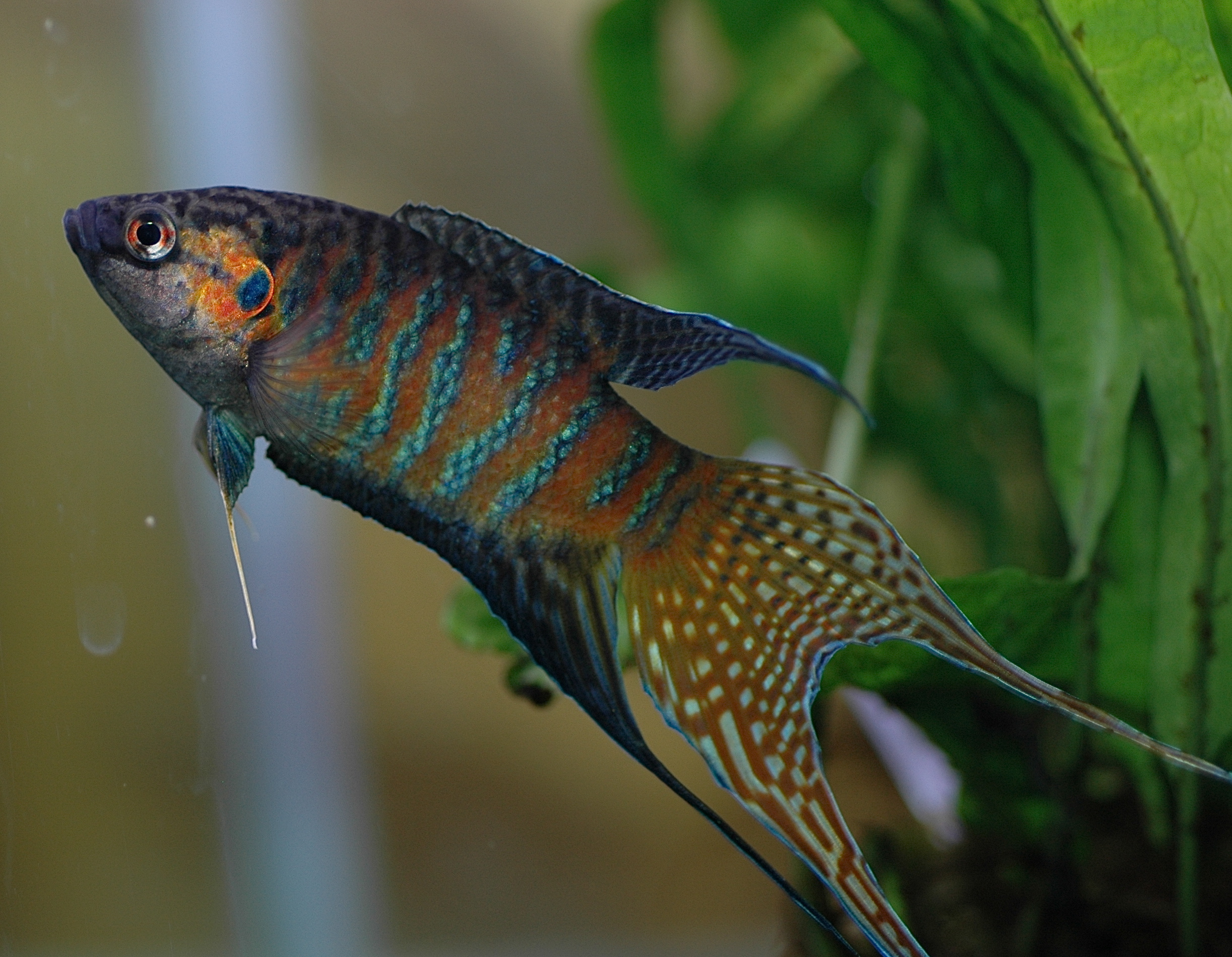
Makropod

Paul Matte, född 1854, död 1922, var en tysk fiskodlare och iktyolog.
Matte startade med Kühn en fiskodlingsstation i Berlin-Lankwitz, vilken han efter Kühns död drev vidare, och därigenom blev Matte en av de första som importerade, odlade och exporterade tropiska akvariefiskar i Tyskland och Europa.
År 1883 importerade han bland de första guldfiskarna (Carassius auratus) från Japan, och avlade särskilt högfenade slöjstjärtar, de berömda avkomlingarna till dessa kallades för "Matte stammen".
Matte var den första i Europa som odlade Makropoden (Macropodus opercularis), den första tropiska fiskart som importerades till Europa. 1896 importerade han från Moskva, för första gången till Tyskland, tio par av arten siamesisk kampfisk (Betta splendens), vilka härstammade från de som odlats av Pierre Carbonnier i Frankrike. och 1897 importade och odlade Matte de första exemplaren av Bandgurami (Trichogaster fasciata) från Calcutta i Indien till Europa.
År 1905 importerade han den första sebrafisken (Danio rerio) till Europa, och 1909 blev Matte den första som importerade båda könen av Svärdbärare (Xiphophorus hellerii)..
År 1924 beskrev Ernst Ahl två arter av äggläggande tandkarpar inom släktet Fundulus, Fundulus bitaeniatus  och Fundulus rubrostrictus, vilka han fått av Paul Matte.
Laxkarpen Hemigrammus matei anses på goda grunder vara uppkallad efter Paul Matte, eftersom Matte levererade det första exemplaret till iktyologen Carl H. Eigenmann, som beskrev arten 1918.
Köhler beskrev 1906 underarten Haplochilus panchax mattei som senare upphöjdes till egen art med namnet Aplocheilus mattei. Arten ansågs  anses idag vara Synonym med Aplocheilus panchax.